# Eccellenza Piemonte-Valle d'Aosta 1998-1999
Il campionato italiano di calcio di Eccellenza regionale 1998-1999 è stato l'ottavo organizzato in Italia. Rappresenta il sesto livello del calcio italiano.
Questo è il campionato regionale che raccoglie le formazioni piemontesi e valdostane.

## Girone A

### Squadre partecipanti
| Squadra                    | Città                            |
| -------------------------- | -------------------------------- |
| Biella Villaggio Lamarmora | Biella                           |
| A.C. Borgomanero           | Borgomanero (NO)                 |
| U.S. Cannobiese            | Cannobio (VB)                    |
| U.S. Castellamonte         | Castellamonte (TO)               |
| U.R.S. La Chivasso         | Chivasso (TO)                    |
| Crevolamasera              | Crevoladossola (VB), Masera (VB) |
| A.S. Dufour Varallo        | Varallo Sesia (VC)               |
| Gravellona Calcio          | Gravellona Toce (VB)             |
| Oleggio Sportiva           | Oleggio (VB)                     |
| A.C. Omegna 1906           | Omegna (NO)                      |
| U.S. Rivarolese 1906       | Rivarolo Canavese (TO)           |
| Settimo                    | Settimo Torinese (TO)            |
| S.S. Sparta Novara         | Novara                           |
| A.S. Sunese                | Suno (NO)                        |
| U.S. Varalpombiese         | Varallo Pombia (NO)              |
| A.S. Volpiano              | Volpiano (TO)                    |

### Classifica finale
|  | Pos. | Squadra                    | Pt | G  | V  | N  | P  | GF | GS  | DR  |
|  | ---- | -------------------------- | -- | -- | -- | -- | -- | -- | --- | --- |
|  | 1.   | Volpiano                   | 66 | 30 | 19 | 9  | 2  | 55 | 21  | +34 |
|  | 2.   | Borgomanero                | 60 | 30 | 17 | 9  | 4  | 59 | 22  | +37 |
|  | 3.   | Varalpombiese              | 50 | 30 | 14 | 8  | 8  | 45 | 38  | +7  |
|  | 4.   | Cannobiese                 | 49 | 30 | 14 | 7  | 9  | 45 | 31  | +14 |
|  | 5.   | Omegna                     | 48 | 30 | 12 | 12 | 6  | 41 | 32  | +9  |
|  | 6.   | Sunese                     | 47 | 30 | 12 | 11 | 7  | 46 | 34  | +12 |
|  | 7.   | Oleggio                    | 44 | 30 | 11 | 11 | 8  | 41 | 30  | +11 |
|  | 8.   | Dufour Varallo             | 41 | 30 | 9  | 14 | 7  | 50 | 40  | +10 |
|  | 9.   | Biella Villaggio Lamarmora | 41 | 30 | 11 | 8  | 11 | 46 | 44  | +2  |
|  | 10.  | Crevolamasera              | 40 | 30 | 10 | 10 | 10 | 37 | 40  | -3  |
|  | 11.  | Rivarolese                 | 36 | 30 | 9  | 9  | 12 | 37 | 37  | 0   |
|  | 12.  | Settimo                    | 36 | 30 | 10 | 6  | 14 | 46 | 53  | -7  |
|  | 13.  | Gravellona                 | 35 | 30 | 10 | 5  | 15 | 47 | 47  | 0   |
|  | 14.  | Castellamonte              | 34 | 30 | 8  | 10 | 12 | 37 | 47  | -10 |
|  | 15.  | La Chivasso                | 23 | 30 | 6  | 5  | 19 | 37 | 59  | -22 |
|  | 16.  | Sparta Novara              | 2  | 30 | 0  | 2  | 28 | 18 | 112 | -94 |

## Girone B

### Squadre partecipanti
| Squadra                 | Città                     |
| ----------------------- | ------------------------- |
| A.S. Albese Calcio      | Alba (CN)                 |
| U.S. Alpignano          | Alpignano (TO)            |
| A.C. Asti               | Asti                      |
| A.C. Bra                | Bra (CN)                  |
| A.C. Chieri             | Chieri (TO)               |
| A.S.C. Cumiana          | Cumiana (TO)              |
| U.S. Fossanese Calcio   | Fossano (CN)              |
| G.S. Lascaris           | Pianezza (TO)             |
| U.S. Libarna            | Serravalle Scrivia (AL)   |
| A.C. Mathi              | Mathi (TO)                |
| A.C. Moncalieri         | Moncalieri (TO)           |
| F.C. Pinerolo           | Pinerolo (TO)             |
| A.S. Piobesi            | Piobesi Torinese (TO)     |
| A.C. Rivoli Security CA | Rivoli (TO)               |
| A.C. Saluzzo            | Saluzzo (CN)              |
| A.C. Villafranca        | Villafranca Piemonte (TO) |

### Classifica finale
|  | Pos. | Squadra     | Pt | G  | V  | N  | P  | GF | GS | DR  |
|  | ---- | ----------- | -- | -- | -- | -- | -- | -- | -- | --- |
|  | 1.   | Moncalieri  | 79 | 30 | 25 | 4  | 1  | 72 | 17 | +55 |
|  | 2.   | Asti        | 52 | 30 | 15 | 7  | 8  | 56 | 34 | +22 |
|  | 3.   | Fossanese   | 49 | 30 | 13 | 10 | 7  | 46 | 39 | +7  |
|  | 4.   | Chieri      | 46 | 30 | 12 | 10 | 8  | 43 | 35 | +8  |
|  | 5.   | Bra         | 45 | 30 | 11 | 12 | 7  | 45 | 36 | +9  |
|  | 6.   | Saluzzo     | 45 | 30 | 11 | 12 | 7  | 40 | 38 | +2  |
|  | 7.   | Albese      | 41 | 30 | 10 | 11 | 9  | 38 | 34 | +4  |
|  | 8.   | Alpignano   | 39 | 30 | 9  | 12 | 9  | 39 | 40 | -1  |
|  | 9.   | Cumiana     | 36 | 30 | 8  | 12 | 10 | 39 | 46 | -7  |
|  | 10.  | Pinerolo    | 35 | 30 | 8  | 11 | 11 | 32 | 35 | -3  |
|  | 11.  | Lascaris    | 35 | 30 | 9  | 8  | 13 | 34 | 40 | -6  |
|  | 12.  | Rivoli      | 34 | 30 | 8  | 10 | 12 | 23 | 34 | -11 |
|  | 13.  | Libarna     | 30 | 30 | 7  | 9  | 14 | 37 | 48 | -11 |
|  | 14.  | Villafranca | 29 | 30 | 7  | 8  | 15 | 33 | 56 | -23 |
|  | 15.  | Piobesi     | 27 | 30 | 6  | 9  | 15 | 35 | 51 | -16 |
|  | 16.  | Mathi       | 23 | 30 | 6  | 5  | 19 | 38 | 67 | -29 |